# Pokémon, het grote avontuur
Pokémon, het grote avontuur, in Japan uitgebracht als Pocket Monsters Special (ポケットモンスター SPECIAL, Poketto Monsutā Supesharu) en in het Engels als Pokémon Adventures, is een mangaserie gebaseerd op de Pokémon-videogames. Satoshi Tajiri, de bedenker van  Pokémon, zei ooit dat de serie het dichtst in de buurt komt van hoe hij zich het universum van Pokémon had voorgesteld
De serie is geschreven door Hidenori Kusaka en geïllustreerd door Mato voor de eerste 9 delen. Satoshi Yamamoto nam het over van Mato (die ziek was in die tijd) en is sindsdien niet gestopt.
De manga wordt in het Nederlands uitgegeven door Panini. De manga werd vertaald in het Engels in Noord-Amerika door Viz Media.

## Verhaal
Pokémon, het grote avontuur is opgedeeld in verschillende afzonderlijke delen (interne hoofdstukken genoemd), die op hun beurt verder zijn onderverdeeld in volumes en talrijke kleinere hoofdstukken. De manga bestaat momenteel uit 16 verhaallijnen, die elk gebaseerd zijn op een Pokémon-spel. Er zijn 64 volumes van de manga uitgebracht. 

### Red, Blue & Green
Het eerste verhaal is gebaseerd op de rode en blauwe versies van het spel. Het is 3 delen lang (hoofdstukken 1 tot 40) als aan de drie oorspronkelijke versies van het spel weer te geven. Het toont Red, de hoofdpersoon, die zijn Pokédex van Professor Oak krijgt om te beginnen op zijn Pokémon reis, het verzamelen van Pokémon en strijden tegen Gym Leiders van de acht felbegeerde gym Badges. Later ontmoet hij zijn rivaal Blue, en is vreemd genoeg, de kleinzoon van Oak. Later in zijn reis ontmoet hij Green, die hem neppe Pokémon artikelen verkoopt. Ze heeft een Squirtle gestolen, de ene van het laboratorium van Oak, en evolueerde tot een krachtige Wartortle. 
Later is Oak ontvoerd door Team Rocket om een Mewtwo te creëren, en Red, Green en Blue komen aan in Saffron City om te strijden tegen de elite van Team Rocket. Het lukt ze om Team Rocket te verslaan en Oak te redden. Red reist vervolgens naar de Indigo Plateau om te strijden tegen zijn rivaal Blue, die zeven badges bezit, maar ook de overhand heeft tegen het kwade bio-wapen Mewtwo en Team Rocket's leider en ontbrekende Viridian Gym Leader, Giovanni. Red strijdt later tegen Blue in de Pokémon League Championship en is zegevierend, en heeft de titel van kampioen van de Pokémon League.

### Yellow
De volgende verhaallijn is losjes gebaseerd op de gele versie van het spel. Red is verdwenen nadat hij een uitdaging brief heeft ontvangen van Lorelei van de Elite Four. Ze zijn van plan om hem naar hen te lokken, om zo informatie te krijgen over de verblijfplaats van Giovanni. Ze hebben ook de Earth Badge nodig. Alleen Red's Pikachu, Pika, wist te ontsnappen, toen Red ingekapseld was in ijs. Yellow besloot om Red te zoeken, omdat Red haar geholpen heeft om een Rattata te vangen en haar getraind heeft in de vaardigheden van het vechten. 
Yellow, Blaine, Blue, Green, Bill, Lt. Surge, Koga en Sabrina bundelen hun krachten om samen de Elite Four te verslaan. Zij ontdekten dat de meesterplan van Lance was om de Gym Badges te gebruiken en een versterkend effect op Cerise eiland te maken om een mysterieuze legendarische Pokémon op te wekken en alle mensen in de wereld te vernietigen, behalve zichzelf. Ze voelden dat mensen en Pokémon niet waren bedoeld om naast elkaar te bestaan. 
Red dook later op Cerise eiland om Surge en Bill te helpen om Bruno te verslaan. Het is ook gebleken dat Giovanni degene was die Red heeft gered uit zijn ijs doodskist. De trainers geven hun krachten aan Yellow, en met hun gecombineerde kracht lukt het haar om Lance te verslaan.

### Gold, Silver & Crystal
Het derde avontuur is gebaseerd op de Pokémon Gold, Silver en Crystal versies van het spel. Het beschikt over de protagonisten Gold, Silver en Crystal, en is vooral gecentreerd rond de Johto regio. In overeenstemming met de games probeert Team Rocket een comeback te maken en valt de Pokémon League aan, maar ze worden verslagen door Gold. Ook is het belangrijkste doel in het verhaal voor Gold of Crystal niet het verzamelen van alle badges, maar voor Gold, is het om samen te werken met een Cyndaquil en Totodile terug te pakken van Silver (die het gestolen heeft), en voor Crystal, is het om de Pokédex te voltooien.

### Ruby & Sapphire
De saga Ruby & Sapphire is gebaseerd op de Ruby en Sapphire versies van het spel. Het is ook tien volumes lang. Het beschikt over Ruby en Sapphire, en hun inzet op elkaar: 80 dagen voor Ruby (een Pokémon-coördinator, maar deze titel wordt nooit vermeld buiten de anime) om alle Contest Ribbons te winnen in Hoenn, en voor Sapphire, een krachtige trainer in haar eigen recht, om tegen alle Gym Leaders te strijden voor de 8 badges.
In hun reis ontmoeten ze nieuwe metgezellen, zoals de Gym Leaders van de Hoenn regio en de gretige journalist Gabby (of Maryann) en haar cameraman Ty. Team Magma en Team Aqua worden geïntroduceerd hier, als ze proberen om de legendarische Pokémon Groudon en Kyogre te ontwaken om de wereld te veroveren, en Ruby en Sapphire ontmoeten een aantal belangrijke leden in hun reizen. Op het einde moeten de Gym Leaders, Ruby en Sapphire de Hoenn regio samen beschermen van de ontwaakte Groudon en Kyogre, maar belangrijker is, zullen de twee trainers erin slagen om hun inzet te houden en zal die stijgen naar de top?

### FireRed & LeafGreen
Het volgende verhaal, dat terugkeert naar Red, Green en Blue, is losjes gebaseerd op het gedeelte op de Sevii-eilanden in de FireRed en LeafGreen-versies van het spel. Het perceel bestaat uit Team Rocket die Deoxys probeert te vangen, en Red, Green en Blue proberen ze te stoppen. Onderweg moeten ze Greens ouders en Blues grootvader Professor Oak redden, die zijn ontvoerd door Deoxys. Ondanks dat ze hun uiterste best doen, zijn ze niet in staat om Team Rocket te stoppen bij het verkrijgen van Deoxys, hoewel ze de ultieme aanvallen hebben geleerd van Kimberly, een oude, maar krachtige vrouw die zich op Two Island bevindt.
Yellow en Silver worden geïntroduceerd in het verhaal wanneer Silver probeert zijn ouders te vinden. Wetende dat zijn doel ergens was in Viridian City, ontmoette hij Yellow in het bos, die begreep dat haar bevoegdheden nuttig zou zijn voor hem. Giovanni had de kracht van Deoxys gebruikt om zijn verloren zoon te zoeken en werd geleid naar het bos waar Silver en Yellow waren. Het was onthuld dat Silver Giovanni's zoon is. Yellow volgde Team Rocket, die Silver terug bracht met hen aan een zeppelin. 
Giovanni werd uitgedaagd door Red nadat hij alleen achter hem aan ging, wanneer Blue en Green achterbleven op de Sevii-eilanden voordat hij zijn zoon kon ontmoeten. Hij verloor, maar het luchtschip liep uit de hand. Samen voorkomen Red, Blue, Green, Yellow en Silver dat het luchtschip steden en de bevolking verwoesten, maar ze waren gevangen in een energie-botsing die versteend zijn. Hoewel Mewtwo ook was gevangen in de aanval, is zijn lichaam nergens te bekennen. Deoxys heeft weten te ontsnappen voor de explosie. Hij is momenteel op zoek naar zijn vriend (die ook een Deoxys is). 

### Emerald
Dit verhaal is gebaseerd op de Emerald versie van het spel, met name de Battle Frontier gedeelte. De hoofdpersoon van dit verhaal is Emerald, die is ingehuurd door Crystal en Professor Oak om Jirachi te vangen in zeven dagen voordat zij wordt gevangengenomen door Guile Hideout, de belangrijkste antagonist. Emerald probeert ook om zijn droom te verwezenlijken, dat is de zeven faciliteiten van de Battle Frontier uit te dagen en ze allemaal te veroveren. In het proces, vergadert Emerald met de andere twee Hoenn Pokédex houders, Ruby en Sapphire. 
De drie Pokédex eigenaren nemen de Battle Frontier uitdaging aan, maar ze worden onderbroken door Guile Hideout, die het hoofd van de Battle Tower, Anabel, manipuleert. In een veldslag met Emerald, brengt hij Anabel uit zijn controle en toont zichzelf als de Team Aqua leider, Archie. Hij onthult ook dat hij Jirachi gevangen heeft, en vervolgens gebruikt om een enorme samengestelde water-kloon van Kyogre op te roepen om de Battle Frontier te overstromen. 
De drie Pokédex houders ontsnappen aan het stijgende water met de hulp van Gold en Crystal, die ook waren gearriveerd bij de Battle Frontier. Gold legt uit dat de vijf Pokédex-eigenaren die versteend waren, Red, Blue, Green, Yellow en Silver, de opdracht kregen om naar de Battle Frontier te gaan. De hoop was voor hen was om niet meer versteend te zijn door een wens van Jirachi. Terwijl Crystal Ruby en Sapphire krachtige vaardigheden leert die kunnen helpen bij het stoppen van de Kyogre, verlaat Archie Jirachi, die vervolgens werd achtergelaten in de handen van Emerald. 
Gold wijst Emerald toe een wens te doen om Red, Blue, Green, Yellow en Silver te ontstenen. Jirachi vervult zijn wens, en de vijf Pokédex-eigenaren waren genezen van hun verstening. Red en Gold verslaan Archie onmiddellijk door het vernietigen van zijn harnas. Met alle tien de Pokédex eigenaars nu herenigd, combineerden zij hun sterkste aanvallen bij elkaar en verslaan de Kyogre. 

### Diamond & Pearl
Deze verhaallijn is gebaseerd op de Diamond en Pearl versies van het spel. Het beschikt over Lady Platinum Berlitz, die voor haar ceremonie, moet reizen naar de top van Mt. Coronet om materiaal te verzamelen om haar eigen familie-embleem te maken. Ondanks haar enorme kennis, die ze dankt aan het feit dat ze afkomstig is uit een rijke familie van geleerden, staat haar vader erop dat ze wordt gevolgd door een paar professionele bodyguards. Echter, een identiteitsincident doet zich voor als manzai-komieken Diamond en Pearl van mening zijn dat Platinum hun gids is die hen vergezelt op een prijsreis rond Sinnoh, terwijl Platinum gelooft dat het duo haar bodyguards zijn.
Als ze reizen naar Sinnoh, wordt Platinum verdiept in Gym Battles na het vechten tegen Roark om haar Piplup's vertrouwen op te wekken. Ze slaagt erin om zes gym badges te verkrijgen in een tijdsbestek van 25 dagen, waardoor Byron opmerkt dat ze het vorige record van Sapphire van 8 badges in 80 dagen heeft verslagen. Terwijl Platinum wordt geholpen door de starter Pokémon om voor te bereiden op Gym Battles door intense perioden van opleiding, worden ze toebedeeld door Professor Rowan om geleidelijk te evolueren naar hun definitieve geëvolueerde vorm, terwijl Platinum's Ponyta evolueert naar een Rapidash.
In een ontmoeting met Team Galactic in Veilstone City, wordt Platinum Galactic's losgeld doel, als een middel van kapitaal-extract om een bom te ontwikkelen, die zou worden gebruikt om de drie meren van Sinnoh te vernietigen. Platinum's middelpunt van de aandacht zorgt ervoor dat haar echte bodyguards worden verbannen naar een ander domein, waardoor Diamond en Pearl blijven doen alsof ze haar professionele bodyguards zijn, terwijl ze nu de waarheid kennen. Het bewijs is verder verhard wanneer het trio een bezoek brengt aan Celestic Town om Cyrus te vinden die daar de ruïnes bestudeert.
Na het vechten tegen Fantina voor een gym badge, weten het trio dat Platinums vader en Professor Rowan zijn ontvoerd, tijdens een academische conferentie in Canalave City. Ze vertrekken onmiddellijk naar Canalave City op Fantina's Drifblim. Nadat haar vader en Professor Rowan worden gered, ontdekt Platinum dat Diamond en Pearl niet haar lijfwachten waren, terwijl dit een breuk veroorzaakt tussen hen. Platinum verzoent met hen door haar naam te onthullen als een middel om te verklaren dat ze de twee herkent als haar vrienden. Zij zetten hun reis voort door Sinnoh om Team Galactic's snode plannen te stoppen en de legendarische Pokémon (Mesprit, Uxie en Azelf) van Sinnoh's drie meren te redden.

### Platinum
Het hoofdstuk volgt Lady Platinum Berlitz als ze in de Battle Frontier komt, alsmede Looker, die informatie zoekt over de Distortion World. Looker, een lid van de National Police Force, volgt haar rond. Diamond en Pearl zijn niet meer met Platinum.

### HeartGold & SoulSilver
Dit verhaal is gebaseerd op de HeartGold en SoulSilver versies van het spel. Drie jaar na de gebeurtenissen in de Emerald verhaallijn, begint het verhaal wanneer Gold het opneemt tegen Arceus. In een flashback wordt aangetoond dat de gebeurtenissen vergelijkbaar zijn met wat Team Rocket onlangs hebben voorgedaan. Silver en Gold doen onderzoek om te zien wie het brein achter dit alles is.

### Black & White
Dit verhaal is gebaseerd op de Black en White versies van het spel. Dit verhaal is voorzien van een jongen genaamd Black (gebaseerd op Hilbert) en zijn Tepig (Tep) die op een zoektocht zijn om een master trainer te worden, samen met Blacks Braviary (Brav) en Munna (Musha). Op een dag als gevolg van een ontmoeting met een Galvantula, vernietigt hij een filmset en eindigt het kader van de tewerkstelling van een meisje met de naam White (gebaseerd op Hilda), die de eigenaar is van een vrouwelijke Tepig en is de trotse voorzitter van het BW Agency, een bedrijf dat Pokémon acteurs voorziet in verschillende producties. De Tepigs van Black en White hebben een oogje op elkaar, en White eist dat de diensten van Blacks mannelijke Tepig op moet houden. De rivalen van de Black en White spel, Cheren en Bianca, verschijnen als Pokédex houders, en Cheren heeft een Snivy, terwijl Bianca een Oshawott heeft. Als gevolg van een ongeval in de lab van Professor Juniper, is Black de enige persoon met een functionerende Pokédex van het laboratorium van Professor Juniper, waardoor hij vooral belangrijk is voor het voltooien van de Pokédex missie. Het maakt hem ook tot een doelwit van Team Plasma, dat te wijten is aan zijn verzet tegen de richting van hun idee van 'Pokémon bevrijding'.